# Río Neltume
El río Neltume es un río ubicado en el sector precordillerano de la comuna de Panguipulli, en la Región de los Ríos, Chile.

## Trayecto
El río Neltume es un corto río (~1 km) que nace del Lago Neltume en la comuna de Panguipulli, Región de los Ríos, Chile, perteneciendo a la cuenca del Río Valdivia en su sector alto.
Este cuerpo de agua se une con el Río Fuy para formar el Río Llanquihue, el cual desembocará en el Lago Panguipulli.
En su formación es bastante tranquilo, pero algunos metros más abajo es correntoso y peligroso, lo cual se aprecia por la alta cantidad de espuma que genera.

## Historia
El Río Neltume aparece en el Atlas del Centenario, de Ricardo Boloña, Luis Ossandón y Luis Risopatrón
El geógrafo Luis Risopatrón, en su célebre Diccionario Jeográfico de Chile describe al Río Neltume:: 585 
Neltume (Río). 39° 51’ 72° 00’ Tiene poco mas de un kilómetro de curso i vácia en la márjen N del rio Llanquihue, las aguas del lago de aquel nombre.

## Población, economía y ecología

### Riesgos volcánicos
Este sector corresponde a una zona considerada de 'Alto Peligro' de ser afectadas por lahares, durante erupciones originadas en el volcán Mocho-Choshuenco. De acuerdo al Mapa de Peligros del complejo volcánico Mocho-Choshuenco se encuentra bajo clasificación (AIhL). En este sector volumen de los lahares puede ser mayor durante los meses de máxima acumulación de nieve, especialmente entre los meses de junio a septiembre. Además, a lo largo de los cauces podría escurrir flujos de lava hasta 15 kilómetros de longitud, esto incluye a los ríos Trufúl, Fuy, Huilo Huilo, en ambos bordes del río, además el estero Chumpulli o Punahue hasta su confluencia con el río Neltume, la totalidad del Río Llanquihue, incluyendo sector sur del Lago Panguipulli, el caserío de Puerto Paillahuinte y un tramo de la Ruta 203 CH.
Toda la zona comprendida entre el sur del Lago Panguipulli hasta la ribera oeste del Lago Pirehueico es una zona con 'Muy Alto Peligro' de ser afectada por caída de piroclastos balísticos y eventualmente también por bombas pumiceas de diámetro mayor a 6 cm.